# Mazinho Oliveira
Mazinho, właśc. Waldemar Aurelio de Oliveira Filho (ur. 26 grudnia 1965 w Guarujá) – piłkarz brazylijski, występujący na pozycji napastnika.

## Kariera klubowa
Karierę piłkarską Mazinho zaczął w klubie Santos FC w 1985 roku. W latach 1987–1989 Mazinho występował w EC Santo André i EC São Bento. W 1989 przeszedł do Athletico Paranaense. Ostatnim etapem jego kariery w Brazylii był Bragantino, gdzie grał w latach 1990–1991. Z Bragantino zdobył mistrzostwo Stanu São Paulo – Campeonato Paulista w 1990 roku.
W 1991 Mazinho wyjechał do Europy i przez trzy lata występował w Bayernie Monachium. Z Bayernem zdobył mistrzostwo Niemiec 1994, choć należy dodać, że udział w tym Mazinho był symboliczny, gdyż wystąpił tylko w meczu ligowym. Po powrocie do ojczyzny grał w SC Internacional, gdzie został wypożyczony, po czym wrócił na krótko do Bayernu.
Po epizodzie we CR Flamengo, Mazinho kolejne 4 lata spędził w japońskiej Kashimie Antlers. Z Kashimą dwukrotnie zdobył mistrzostwo Japonii w 1996 oraz 1998 roku. Sezon 2000 spędził we innym japońskim klubie Kawasaki Frontale, po czym wrócił do Brazylii, gdzie w 2001 roku zakończył karierę w Bragantino.

## Kariera reprezentacyjna
W reprezentacji Brazylii Mazinho zadebiutował 13 grudnia 1990 w meczu z reprezentacją Meksyku. W następnym roku grał na Copa América 1991, na których Brazylia zajęła drugie miejsce. Ostatnim meczem Mazinho w barwach canarinhos był towarzyski mecz z reprezentacją Walii. Łącznie Mazinho zagrał w barwach canarinhos 9 meczów i strzelił 2 bramki.